# Парламентские выборы в Венесуэле (2010)
Парламентские выборы в Венесуэле 2010 года прошли 26 сентября. По смешанной избирательной системе было избрано 165 депутатов Национальной ассамблеи — 110 человек по мажоритарной избирательной системе, 52 человека по пропорциональная избирательной системе и 3 человека от коренных народов. На депутатские места претендовали 6465 кандидатов. Кроме того, было избрано 12 депутатов от Венесуэлы в консультативный Латиноамериканский парламент.
Правящая Единая социалистическая партия Венесуэлы президента страны Уго Чавеса до выборов располагала 116 депутатами из-за бойкота оппозиционными партиями предыдущих выборов.
Понимая, особенно после неудачного референдума 2007 года, что социалисты могут потерять большинство мест в парламенте, У. Чавес изменил границы избирательных округов так, чтобы сельские районы могли посылать в парламент больше избирателей. Это была на руку чавистам, так как в крупных городах они не пользовались столько высокой электоральной поддержкой, как в сельских районах. В результате изменений, которые действовали уже на этих выборах, страна была разделена на две части: 18 малонаселенных регионов (48 % населения) выбирали 101 депутата, а 6 густонаселённых регионов (52 % населения) — только 64 депутата.
По данным предвыборных опросов середины сентября, рейтинг Единой социалистической партии Венесуэлы составлял 41,6% против 35% у коалиции оппозиционных партий или 54% против 45,7% без учёта неопределившихся. Однако из-за избрания 110 депутатов по мажоритарной системе результат голосования был малопредсказуем.

## Результаты
Явка на выборы составила 66,45 % от общего числа зарегистрированных избирателей, что в 2,6 раза выше чем на предыдущих выборах, которые ведущие партии оппозиции бойкотировали. Правящая Единая социалистическая партия Венесуэлы смогла, пусть и незначительно, опередить оппозиционную коалицию «Круглый стол демократического единства».
Из 165 мест в Национальной ассамблее ЕСПВ выиграла 96 (одно место по списку социалистов получил член Компартии Венесуэлы), оппозиционная коалиция — 64, левая партия «Отечество для всех» — 2, ещё три места, зарезервированные за коренными народами, были заняты представителями союзников ЕСПВ Фонда подготовки и интеграции коренных народов (исп. Fundación para la Capacitación e Integración del Indígena) и Национального совета по делам индейцев Венесуэлы (исп. Consejo Nacional Indio de Venezuela), а также Автономного движения коренных народов Сулии (исп. Movimiento Indígena Autónomo del Zulia), близкого к оппозиции.
На выборах в Латиноамериканский парламент ЕСПВ получила 46,62 % голосов и 5 мест, «Круглый стол» — 45,1 % голосов и тоже 5 мест, ещё одно место занял представитель Национального совета по делам индейцев Венесуэлы.

### Результаты
| Партия                                         | Оригинальное название                            | Голоса     | %     | Места | Места      | Места  | Места  |
| Партия                                         | Оригинальное название                            | Голоса     | %     | Всего | +/-        | Округа | Список |
| ---------------------------------------------- | ------------------------------------------------ | ---------- | ----- | ----- | ---------- | ------ | ------ |
| Единая социалистическая партия Венесуэлы       | исп. Partido Socialista Unido de Venezuela, PSUV | 5 451 419  | 48,26 | 96    | ▼20        | 71     | 25     |
| «Круглый стол демократического единства»       | исп. Mesa de la Unidad Democrática, MUD          | 5 334 309  | 47,22 | 64    | Первый раз | 38     | 26     |
| «Отечество для всех»                           | исп. Patria Para Todos, PPT                      | 354 677    | 3,14  | 2     | ▼8         | 1      | 1      |
| Другие партии                                  | Другие партии                                    | 155 429    | 1,38  | 0     |            |        |        |
| Представители коренных народов                 | Представители коренных народов                   | —          | —     | 3     | ▬          | 3      |        |
| Всего                                          | Всего                                            | 11 295 834 | 100   | 165   | ▬          | 113    | 52     |
| Зарегистрировано избирателей/Явка              | Зарегистрировано избирателей/Явка                | 17 772 768 | 66,45 |       |            |        |        |
| Источник: Psephos Adam Carr's Election Archive |                                                  |            |       |       |            |        |        |

| Народное голосование (%) | Народное голосование (%) | Народное голосование (%) | Народное голосование (%) | Народное голосование (%) |
| ------------------------ | ------------------------ | ------------------------ | ------------------------ | ------------------------ |
| PSUV                     |                          |                          | 48.26 %                  |                          |
| MUD                      |                          |                          | 47.22 %                  |                          |
| PPT                      |                          |                          | 3.14 %                   |                          |
| Others                   |                          |                          | 1.38 %                   |                          |

### Распределение мест среди партий
| Партия                                            | Оригинальное название                                                     | Места | Места      | Места  | Места  |
| Партия                                            | Оригинальное название                                                     | Всего | +/-        | Округа | Список |
| ------------------------------------------------- | ------------------------------------------------------------------------- | ----- | ---------- | ------ | ------ |
| Единая социалистическая партия Венесуэлы          | исп. Partido Socialista Unido de Venezuela, PSUV                          | 95    | ▼21        | 71     | 25     |
| «Новое время»                                     | исп. Un Nuevo Tiempo, UNT                                                 | 16    | Первый раз | 11     | 5      |
| Демократическое действие                          | исп. Acción Democrática, AD                                               | 14    | ▲14        | 5      | 9      |
| Социал-христианская партия КОПЕЙ                  | исп. COPEI                                                                | 10    | ▲10        | 8      | 2      |
| «За справедливость»                               | исп. Primero Justicia, PJ                                                 | 6     | ▲6         | 2      | 4      |
| «За социал-демократию»                            | исп. Por la Democracia Social, PoDemoS                                    | 3     | ▼15        | 2      | 1      |
| «Радикальное дело»                                | исп. La Causa Radical, LCR                                                | 3     | ▲3         | 1      | 2      |
| «Проект Венесуэла»                                | исп. Proyecto Venezuela, PV                                               | 3     | ▲3         | 1      | 2      |
| «Отечество для всех»                              | исп. Patria Para Todos, PPT                                               | 2     | ▼8         | 1      | 1      |
| Коммунистическая партия Венесуэлы                 | исп. Partido Comunista de Venezuela, PCV                                  | 1     | ▼6         | 0      | 1      |
| «Новые люди»                                      | исп. Gente Emergente, GE                                                  | 1     | ▲1         | 0      | 1      |
| Альянс смелых людей                               | исп. Alianza Bravo Pueblo, ABP                                            | 1     | Первый раз | 1      | 0      |
| Конвергенция                                      | исп. Convergencia                                                         | 1     | Первый раз | 0      | 1      |
| Демократы — союзники свободы слова                | исп. Demócratas Aliados de Libre Expresión, DALE                          | 1     | Первый раз | 1      | 0      |
| «Чёткий счёт»                                     | исп. Cuentas Claras, CC                                                   | 1     | Первый раз | 1      | 0      |
| Народная воля                                     | исп. Voluntad Popular, VP                                                 | 1     | Первый раз | 1      | 0      |
| Фонд подготовки и интеграции коренных народов     | исп. Fundación para la Capacitación e Integración del Indígena, FUNDACIDI | 1     | н/д        | 1      | 0      |
| Национальный совет по делам индейцев Венесуэлы    | исп. Consejo Nacional Indio de Venezuela, CONIVE                          | 1     | н/д        | 1      | 0      |
| Автономное движение коренных народов Сулии        | исп. Movimiento Indígena Autónomo del Zulia, MIAZULIA                     | 1     | н/д        | 1      | 2      |
| Беспарийные                                       | Беспарийные                                                               | 3     | —          | 2      | 1      |
| Всего                                             | Всего                                                                     | 165   | ▬          | 113    | 52     |
| Источник: Consejo Nacional Electoral de Venezuela |                                                                           |       |            |        |        |

Светло-красным цветом выделены ЕСПВ и её союзники, светло-синим — участники блока «Круглый стол демократического единства».
| Распределение мест (%) | Распределение мест (%) | Распределение мест (%) | Распределение мест (%) | Распределение мест (%) |
| ---------------------- | ---------------------- | ---------------------- | ---------------------- | ---------------------- |
| PSUV                   |                        |                        | 58.18 %                |                        |
| MUD                    |                        |                        | 38.78 %                |                        |
| PPT                    |                        |                        | 1.21 %                 |                        |
| Others                 |                        |                        | 1.81 %                 |                        |

## Значение
ЕСПВ смогла выиграть выборы и сохранить за собой абсолютное большинство мест в парламенте. Но при этом, партия, получив 98 мест считая союзников из числа представителей коренных народов, потеряла большинство в три пятых голосов (99 мест), и, следовательно, больше не могла принимать важные решения, в частности, так называемое органическое законодательство (венесуэльский аналог конституционных законов в РФ) без поддержки, по крайней мере двух депутатов от других партий.